# Eleonore Noelle
Eleonore Noelle (* 30. Januar 1924 in Lüdenscheid; † 3. März 2004 in Stockdorf) war eine deutsche Schauspielerin und Synchronsprecherin.

## Biografie
Eleonore Noelle absolvierte die Schauspielschule des Deutschen Theaters in Berlin. Ihr Bühnendebüt gab sie als Gretchen in einer Inszenierung von Faust. Eine Tragödie in Piła (deutsch Schneidemühl). 1944 wurde sie von Otto Falckenberg nach München geholt. Weitere Bühnenstationen waren Frankfurt sowie die Münchner Kammerspiele.
In Film- und Fernsehproduktionen trat sie selten auf. So war sie u. a. in Paul Verhoevens Fernsehadaption von Maxim Gorkis Nachtasyl und in einer Episode der Krimiserie Der Alte (Der Alte schlägt zweimal zu) zu sehen.
Einem breiten Publikum wurde Eleonore Noelle durch ihr zweites künstlerisches Standbein, die Synchronisation, bekannt. Seit 1949 war sie darin umfangreich tätig und gehörte zu den meistbeschäftigten Synchronsprecherinnen ihrer Zeit. Sie lieh ihre Stimme u. a. Anouk Aimée (La Dolce Vita), Lauren Bacall (u. a. Der gelbe Strom), Ingrid Bergman (u. a. Reise in Italien, Europa 51, Anastasia), Claudette Colbert (u. a. Als du Abschied nahmst), Angie Dickinson (u. a. Rio Bravo), Marlene Dietrich (Urteil von Nürnberg), Ava Gardner (55 Tage in Peking), Rita Hayworth (Es tanzt die Göttin, Salome), Grace Kelly (u. a. Über den Dächern von Nizza und Das Fenster zum Hof), Deborah Kerr (Vor Hausfreunden wird gewarnt), Jeanne Moreau (Fahrstuhl zum Schafott), Simone Signoret (Eine Frau im Sattel), Elizabeth Taylor (Giganten), Ingrid Thulin (Das Schweigen), Lana Turner (u. a. Im Netz der Leidenschaften) und Shelley Winters (in ihrer Oscar-prämierten Rolle in Das Tagebuch der Anne Frank).
Auch in mehreren Hörspielen war sie als Sprecherin tätig, so 1959 im einzigen, vom Bayerischen Rundfunk produzierten Paul-Temple-Hörspiel: Paul Temple und der Conrad-Fall  mit Karl John und Rosemarie Fendel.
Eleonore Noelle war mit dem Schauspieler Wolfgang Büttner verheiratet. Sie starb am 3. März 2004 im Alter von 80 Jahren in Stockdorf.

## Filmografie (Auswahl)
- 1959: Nachtasyl
- 1962: So war Mama
- 1973: Der rote Schal
- 1976: Seniorenschweiz
- 1977: Der Alte – Folge 3: Der Alte schlägt zweimal zu (TV-Serie)